# Ernani Moraes
Ernani Fernandes de Moraes (Recife, 23 de maio de 1957) é um ator, físico e professor brasileiro. Seu primeiro papel de destaque na televisão foi o rude e enfezado mecânico Boneca de Torre de Babel, que fez grande sucesso com o público. Interpretou também o delegado Terêncio em Chocolate com Pimenta e o vilão Nefasto no seriado infantil Ilha Rá-Tim-Bum.

## Biografia
Ernani Moraes estudou na Universidade Federal do Rio de Janeiro (UFRJ) e cursou Física. Ele foi professor no segundo grau do ensino médio por dez anos. Quando ele tinha dezoito anos de idade, fazia teatro amador com Eduardo Tolentino, encenava peças infantis, mas era apenas nos finais de semana. Iniciou sua carreira artística com a peça “Não me chame de Tetê”.
Aos 27 anos de idade foi para São Paulo e lá ficou por doze anos, fazendo teatro. Sua carreira artística na televisão começou aos 30 anos de idade, com participação na novela Cambalacho, apesar de já ter em seu currículo trinta peças de teatro.

## Vida pessoal
Seu primeiro casamento foi com a atriz Denise Weinberg, com quem foi casado por quinze anos. Também foi casado durante cinco anos com Maria Maya, filha do diretor Wolf Maya.
Ernani é primo do cantor Lenine. Segundo divulgado no programa Domingão do Faustão de Fausto Silva, um dos hobbies de Moraes é o Surfe.

## Carreira

### Televisão
| Ano     | Título                             | Papel                                  | Nota                                         |
| ------- | ---------------------------------- | -------------------------------------- | -------------------------------------------- |
| 1984    | Corpo a Corpo                      | José Martins, Fotógrafo                | Episódio: ''6 de dezembro''                  |
| 1986    | Cambalacho                         | Patrocinador de Athos                  | Episódio: "4 de abril"                       |
| 1988    | Sassaricando                       | Condutor do trem                       |                                              |
| 1988    | Vale Tudo                          | Vítima de assalto                      | Episódio: "20–21 de maio"                    |
| 1991    | Vamp                               | Barros                                 |                                              |
| 1992    | Perigosas Peruas                   | Presidiário                            | Episódio: "3 de março"                       |
| 1994    | Memorial de Maria Moura            | Tonho                                  |                                              |
| 1995    | Engraçadinha                       | Miéssimo                               |                                              |
| 1995    | A Comédia da Vida Privada          | Vários Personagens                     |                                              |
| 1998    | Dona Flor e Seus Dois Maridos      | Propalato                              |                                              |
| 1998    | Torre de Babel                     | Ariclenes da Silva (Boneca)            |                                              |
| 1999    | Sai de Baixo                       | Sargento Mário Mangalarga              | Episódio: "O Crime do Colarzinho Branco"     |
| 2000    | Angel Mix                          | Seu Ernesto                            |                                              |
| 2000    | Aquarela do Brasil                 | Ivo                                    |                                              |
| 2001    | A Grande Família                   | Sales                                  | Episódio: "E Tudo Acabou em Lingüiça"        |
| 2001    | Brava Gente                        | Capitão Chico                          | Episódio: "Como Matar um Playboy"            |
| 2001    | Brava Gente                        | Delegado Militão                       | Episódio: "A Quenga e o Delegado"            |
| 2002    | Ilha Rá-Tim-Bum                    | Nefasto                                |                                              |
| 2002    | O Quinto dos Infernos              | Eustáquio                              |                                              |
| 2002    | Xuxa no Mundo da Imaginação        | João Pequeno                           | Episódio: "Robin Hood"                       |
| 2002    | Os Normais                         | Ariel                                  | Episódio: "Sair com Amigos é Normal"         |
| 2002    | Malhação                           | Senhor Armando                         |                                              |
| 2002    | A Grande Família                   | Norival                                | Episódio: "Os Boçais"                        |
| 2003    | Kubanacan                          | Miguel                                 |                                              |
| 2003    | Chocolate com Pimenta              | Delegado Terêncio Lima                 |                                              |
| 2004    | Sítio do Picapau Amarelo           | Gênio                                  | Episódio: "Aladim"                           |
| 2005    | Como uma Onda                      | Lauriclenes dos Anjos (Quebra-Queixo ) |                                              |
| 2005    | Bang Bang                          | Frank Black Night / Prima Dolores      |                                              |
| 2006    | Cobras & Lagartos                  | Frei José / Biscoito                   | Episódios: "12–30 de junho"                  |
| 2006    | A Diarista                         | Paulo Rêgo                             | Episódio: "Aquele do Filme Adulto"           |
| 2006    | A Diarista                         | Amauri                                 | Episódio: "O Bolo da Discórdia"              |
| 2007    | Amazônia, de Galvez a Chico Mendes | Tiburtino                              |                                              |
| 2007    | Paraíso Tropical                   | Delegado Hélio                         | Episódios: "18 de agosto–28 de setembro"     |
| 2008    | Beleza Pura                        | Milton Novaes                          |                                              |
| 2008    | Três Irmãs                         | Promotor Silveira                      |                                              |
| 2008    | Casos e Acasos                     | Leandro                                | Episódio: "O Flagra, a Demissão e a Adoção"  |
| 2009    | Toma Lá, Dá Cá                     | Moacir Aranha                          | Episódio: "Repondez Sil Vous Plait"          |
| 2010    | S.O.S. Emergência                  | Meio-Metro                             | Episódio: "A Situação é Greve"               |
| 2010    | Na Forma da Lei                    | Honorato Cavalcanti                    | Episódio: "Dura Lex, Sed Lex"                |
| 2011    | Aquele Beijo                       | Olavo Pederneiras                      |                                              |
| 2012    | Salve Jorge                        | Kemal                                  |                                              |
| 2014    | Milagres de Jesus                  | Eliano                                 | Episódio: "A Cura do Filho Oficial do Rei"   |
| 2014    | Didi e o Segredo dos Anjos         | Nicolau                                | Especial de fim de ano                       |
| 2014    | Questão de Família                 | Gustavo                                | Episódios: "Sem Máscara" "Certezas"          |
| 2015    | Tomara que Caia                    | Porteiro Seu Pelópio / Índio           | Episódio: "Adivinha Quem Vem para o Jantar?" |
| 2015    | Romance Policial – Espinosa        | Detetive Silveira                      |                                              |
| 2016    | A Terra Prometida                  | Pedael                                 |                                              |
| 2017    | Os Trapalhões                      | Sargento Pincel                        |                                              |
| 2017    | Tô de Graça                        | Seu Miliciano                          | Temporada 1                                  |
| 2018    | O Outro Lado do Paraíso            | Dr. Antero Louzada                     | Episódios: "19–20 de fevereiro"              |
| 2018    | Carcereiros                        | Rubão                                  | Original Globoplay                           |
| 2018    | Jesus                              | Nicodemos                              |                                              |
| 2019    | Amor sem Igual                     | Antônio Barros Cordeiro (Oxente)       |                                              |
| 2021    | Nos Tempos do Imperador            | João Batista Pindaíba (Batista)        |                                              |
| 2022    | Plantão sem Fim                    | Paciente                               | 1 episódio                                   |
| 2022–24 | Rensga Hits!                       | Zé Roberto Figueira (Guarariba)        | Temporadas 1–2                               |
| 2023    | O Dono do Lar                      | Carlinhos Birosca                      | Episódio: "Fake News Tem Perna Curta"        |
| 2023    | A Magia de Aruna                   | Damião                                 |                                              |
| 2025    | Dona de Mim                        | Manuel                                 |                                              |

### Cinema
| Ano  | Título                                       | Personagem              |
| ---- | -------------------------------------------- | ----------------------- |
| 2024 | Os Enforcados                                | [ 22 ]                  |
| 2023 | Nas Ondas da Fé                              | Ney Silas               |
| 2022 | O Palestrante                                | Roberto                 |
| 2020 | Ricos de Amor                                | Teodoro                 |
| 2018 | O Animal Cordial                             | Amadeu                  |
| 2015 | Meu Passado Me Condena 2                     | Seu Rubens              |
| 2015 | Ninguém Ama Ninguém... Por Mais de Dois Anos | Juventino               |
| 2013 | Meu Passado Me Condena                       | Seu Rubens              |
| 2012 | Trinta                                       | Germano                 |
| 2011 | Disparos                                     | Peçanha                 |
| 2011 | Heleno                                       | Técnico do Vasco        |
| 2005 | Cafundó                                      | Coronel João Justino    |
| 2004 | Viva Voz                                     | Policial                |
| 2003 | O Martelo de Vulcano                         | Nefasto                 |
| 2003 | As Alegres Comadres                          | Sr. Rocha               |
| 2003 | Onde Anda Você                               | Paco                    |
| 2002 | Nelson Gonçalves                             | Guarda Rodoviário       |
| 2001 | Bufo & Spallanzani                           | Guarda-costas           |
| 1999 | Mauá - O Imperador e o Rei                   | Batista                 |
| 1999 | Tiradentes                                   | Português do piquenique |
| 1997 | Guerra de Canudos                            | Vilanova                |
| 1994 | Lamarca                                      | Delegado Flores         |
| 1992 | PR Kadeia                                    | Rastreador 4            |
| 1987 | Tanga (Deu no New York Times?)               | Guerrilheiro            |